# Chascás
Del polaco Czapka, el chascás es un morrión con cimera plana y cuadrada, usado primero por los polacos y después en los regimientos de lanceros en toda Europa durante todo el siglo XIX y principios del XX. 
Czapka es la palabra polaca genérica para gorra. De su uso por las caballerías de media Europa, la palabra, chascás en castellano, ha quedado para designar el gorro específico de la caballería polaca del XIX. Su altura ha variado considerablemente pero su trazo común consiste en su cimera de cuatro puntas y el emblema regimental en la frente. Después de que los lanceros polacos ataviados con chascás, demostraran su eficacia durante las campañas napoleónicas, los ejércitos de toda Europa copiaron sus tácticas y sus uniformes.
Los primeros soldados en lucir el chascás fuera de Polonia fueron los de la Legión del Vístula (en la imagen, un lancero del Vístula), nombre que les fue dado por Napoleón Bonaparte el 20 de marzo de 1808 aunque el origen del regimiento se remontaba a 1799, cuando fue creado como Regimiento de Lanceros de la Legión Polaca del Danubio. Su exótico uniforme encantó al Emperador y su valor y fama pronto se hicieron legendarios. 
Durante las guerras del XIX, los lanceros siguieron luciendo sus chascás. Son especialmente populares los empleados por la caballería inglesa durante la Guerra de Crimea.
En 1914 el chascás era utilizado en el uniforme de parada de los lanceros de todas potencias en conflicto. Los lanceros de los Imperios Centrales y del Imperio ruso recibían el nombre de ulanos y, en algunos casos, incluso entraron en combate con el chascás durante los primeros meses del conflicto. Eso sí, cubiertos por un forro que los camuflaba. Las diferencias entre los chascás han sido enormes, variando el uso de penachos, cordones, forrajeras y demás adornos. 
Durante el siglo XX, el chascás simbolizó la independencia polaca. Antes de la Primera Guerra Mundial, el chascás era utilizado como gorra habitual de la tropa y la oficialidad, si bien adoptó el nombre de rogatywka. Su uso ha sido recuperado hoy por el ejército polaco en sus uniformes de parada.
- Datos: Q574387
- Multimedia: Czapka / Q574387